# Together (Lollipop)
Together è il secondo album del gruppo musicale pop italiano Lollipop, pubblicato il 24 gennaio 2004 su etichetta Warner Music Italy. Il mancato successo del progetto ha portato allo scioglimento della girl band.

## Il disco
Inizialmente previsto per il 16 maggio 2003, Together è stato pubblicato dopo numerosi posticipi il 23 gennaio 2004. L'album è stato anticipato dal singolo Dreaming of Love, pubblicato lo stesso giorno dell'album. In questo album sono presenti delle tracce in cui ogni membro del gruppo esprime le proprie capacità cantando da solista, e Dominique Fidanza e Roberta Ruiu hanno scritto le loro canzoni.
Annullata la promozione dell'album, la pubblicazione del secondo singolo You, brano che inizialmente era stato programmato come primo singolo nel maggio del 2003, non avvenne mai; la canzone venne diffusa solamente come download digitale nell'agosto 2005, oltre un anno dopo lo scioglimento del gruppo.

## Tracce
1. Dreaming of Love – 3:55 (F. Lamoy, A. Weden, J. Cuneta)
2. You – 3:08 (G. Giorgilli, Luigi Rana, M. Trento, N. Peloso)
3. Always Got Your Back – 3:30 (N. Grey, J. Gutterswijh, C. Kooreman) – Cantata da Marcellina
4. Stop – 3:17 (G. Giorgilli, Luigi Rana, M. Trento, N. Peloso)
5. Baby – 3:35 (G. Giorgilli, Luigi Rana, Nunzio Marzulli, Lino Patruno) – Cantata da Veronica
6. Love 4 Free – 3:15 (Dominique Fidanza, Fabrizio De Luca) – Cantata da Dominique
7. Sunshine – 3:05 (V. Simone, G. Sala, G. Amedei, Diego Calvetti) – Cantata da Marta
8. & Me You – 3:44 (V. Mastrofranco, A. Mastrofranco, M. Shepstone, Carlos Toro Montoro)
9. Love Is Gonna Change – 3:30 (L. Chiaravalli)
10. Non è solo un'emozione – 3:33 (Roberta Ruiu) – Cantata da Roberta

## Classifiche
| Classifica (2004) | Posizione massima |
| ----------------- | ----------------- |
| Italia            | 85                |